# Dangin Puri Klod
Dangin Puri Klod is een bestuurslaag in het regentschap Denpasar van de provincie Bali, Indonesië. Dangin Puri Klod telt 15.661 inwoners (volkstelling 2010).